# Adam Henrique
Pour les articles homonymes, voir Henrique.
Adam Henrique (né le 6 février 1990 à Brantford dans la province de l'Ontario au Canada) est un joueur professionnel canadien de hockey sur glace. Il commence sa carrière en jouant avec les Spitfires de Windsor dans la Ligue de hockey de l'Ontario en saison 2006-2007 ; il remporte avec eux la Coupe J.-Ross-Robertson en tant que champion des séries de 2009 et de 2010. À la suite des deux titres de la LHO, il gagne également la Coupe Memorial 2009 et 2010.

## Biographie

### Carrière junior
Henrique fait ses débuts dans la Ligue de hockey de l'Ontario avec les Spitfires de Windsor lors de la saison 2006-2007 ; son équipe finit à la dernière place de la division Ouest alors que Henrique inscrit quarante-quatre points. Les joueurs de Windsor montent à la deuxième place de la division lors de la saison suivante et jouent ainsi les séries éliminatoires de la LHO ; néanmoins, ils sont éliminés dès le premier tour contre le Sting de Sarnia. En juin 2008, il participe au repêchage d'entrée de la Ligue nationale de hockey ; il est choisi lors du troisième tour de la séance, le 82e joueur au total depuis le début du repêchage.
Il ne rejoint pas pour autant la LNH et s'aligne pour une nouvelle saison dans la LHO ; premiers de la division Ouest et même de toute la LHO, les joueurs de Windsor participent une deuxième année de suite aux séries éliminatoires. Ils passent cette année-là le premier tour et même tour pour finalement jouer la finale de la Coupe J.-Ross-Robertson contre le Battalion de Brampton. Après cinq rencontres, Henrique et ses coéquipiers gagnent la finale et mettent la main sur la Coupe de la LHO.
En tant que champions de la LHO, les Spitfires jouent la Coupe Memorial 2009 contre trois autres équipes de la Ligue canadienne de hockey : les Rockets de Kelowna pour la Ligue de hockey de l'Ouest et les Voltigeurs de Drummondville de la Ligue de hockey junior majeur du Québec. Le tournoi se joue dans la patinoire de l'Océanic de Rimouski, autre équipe de la LHJMQ. Avec neuf points lors du tournoi, Henrique est le meilleur pointeur de son équipe ; il aide son équipe à battre en finale le Rockets de Kelowna en inscrivant le premier but de la victoire 4-1 des siens.
Au cours de la saison 2009-2010, il participe au championnat du monde junior de hockey sur glace qui se joue au Canada et l'équipe perd en finale contre les États-Unis alors qu'Henrique participe à six rencontres et inscrit un but.
Les Spitfires se classent une nouvelle fois premiers de la division Ouest à la fin de la saison régulière. Henrique est désigné meilleur joueur de la dernière semaine de la saison régulière. Avec vingt buts en dix-neuf rencontres, il est le meilleur buteur des séries et remporte  le trophée Wayne-Gretzky 99 remit au meilleure joueur des séries éliminatoires, alors que son équipe remporte une nouvelle fois la Coupe Robertson.
Les Wheat Kings de Brandon, de la LHOu, accueillent la Coupe Memorial 2010 et les équipes des Wildcats de Moncton de la LHJMQ des Hitmen de Calgary de la LHOu. Alors qu'ils avaient eu du mal à passer le premier tour de la Coupe Memorial 2009, les joueurs de Windsor finissent en-tête de la première phase en gagnant les trois parties ; Henrique aide son équipe à gagner une deuxième Coupe Memorial en inscrivant deux buts et une passe décisive lors de la victoire 9-1 en finale contre les joueurs locaux.

### Carrière professionnelle

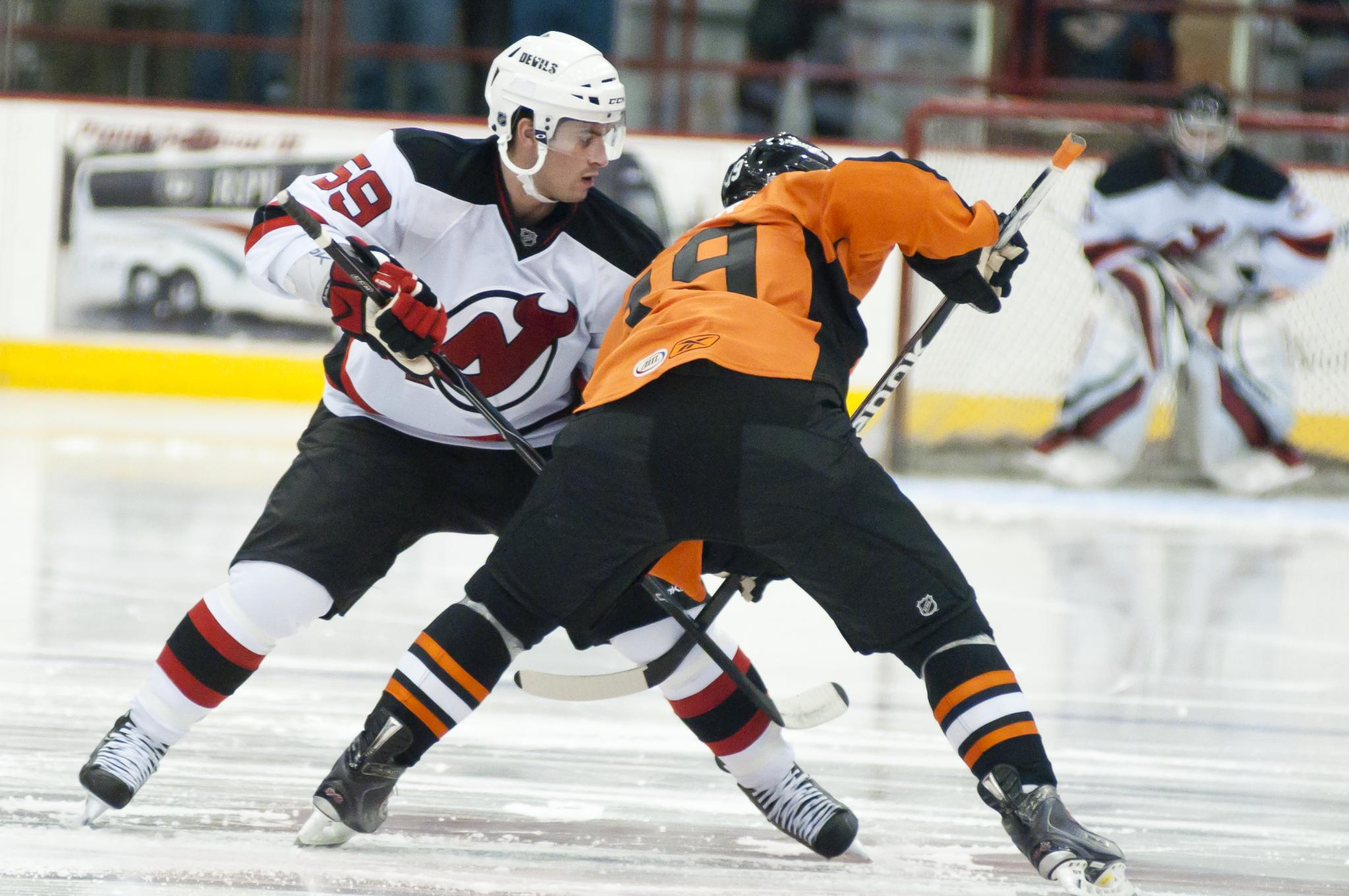
Henrique avec les Devils d'Albany en 2010.

Henrique quitte son équipe junior pour la saison 2010-2011 et il rejoint les rangs de la Ligue américaine de hockey pour jouer avec les Devils d'Albany, l'équipe affiliée à celle du New Jersey. Il passe toute la saison dans la LAH, ne participant qu'à une seule rencontre dans la LNH à la fin de la saison.
Il entame la saison suivante dans la LAH mais profitant des blessures de Travis Zajac et Jacob Josefson, il rejoint la LNH et passe toute la saison 2011-2012 dans la grande ligue. Le 3 novembre 2011, au début de la saison 2011-2012 de la LNH, il aide son équipe à gagner un match 4-3 contre les Flyers de Philadelphie en inscrivant son premier but dans la grande ligue et ajoute également une passe décisive à sa fiche. En janvier, il est retenu pour participer au 59e Match des étoiles mais ne peut pas participer en raison d'une blessure à l'aine.
À la fin de la saison, il est sélectionné parmi les trois finalistes du trophée Calder de la meilleure recrue de la ligue avec Gabriel Landeskog de l'Avalanche du Colorado et Ryan Nugent-Hopkins des Oilers d'Edmonton.
Le 6 mars 2024, Henrique et son coéquipier Samuel Carrick sont envoyés à Edmonton dans une transaction à trois équipes impliquant le Lightning de Tampa Bay.

## Statistiques

### Statistiques en club
| Saison     | Équipe               | Ligue          |     | Saison régulière | Saison régulière | Saison régulière | Saison régulière | Saison régulière |    | Séries éliminatoires | Séries éliminatoires | Séries éliminatoires | Séries éliminatoires | Séries éliminatoires |
| Saison     | Équipe               | Ligue          | PJ  | B                | A                | Pts              | Pun              | PJ               | B  | A                    | Pts                  | Pun                  |                      |                      |
| 2006-2007  | Spitfires de Windsor | LHO            | 62  | 23               | 21               | 44               | 20               | -                | -  | -                    | -                    | -                    |                      |                      |
| 2007-2008  | Spitfires de Windsor | LHO            | 66  | 20               | 24               | 44               | 28               | 5                | 2  | 3                    | 5                    | 4                    |                      |                      |
| 2008-2009  | Spitfires de Windsor | LHO            | 56  | 30               | 33               | 63               | 47               | 20               | 8  | 9                    | 17                   | 19                   |                      |                      |
| 2009       | Spitfires de Windsor | Coupe Memorial | -   | -                | -                | -                | -                | 6                | 4  | 5                    | 9                    | 11                   |                      |                      |
| 2009-2010  | Spitfires de Windsor | LHO            | 54  | 38               | 39               | 77               | 57               | 19               | 20 | 5                    | 25                   | 12                   |                      |                      |
| 2010       | Spitfires de Windsor | Coupe Memorial | -   | -                | -                | -                | -                | 4                | 4  | 4                    | 8                    | 4                    |                      |                      |
| 2010-2011  | Devils d'Albany      | LAH            | 73  | 25               | 25               | 50               | 26               | -                | -  | -                    | -                    | -                    |                      |                      |
| 2010-2011  | Devils du New Jersey | LNH            | 1   | 0                | 0                | 0                | 0                | -                | -  | -                    | -                    | -                    |                      |                      |
| 2011-2012  | Devils du New Jersey | LNH            | 74  | 16               | 35               | 51               | 7                | 24               | 5  | 8                    | 13                   | 11                   |                      |                      |
| 2011-2012  | Devils d'Albany      | LAH            | 3   | 0                | 1                | 1                | 2                | -                | -  | -                    | -                    | -                    |                      |                      |
| 2012-2013  | Devils d'Albany      | LAH            | 16  | 5                | 3                | 8                | 12               | -                | -  | -                    | -                    | -                    |                      |                      |
| 2012-2013  | Devils du New Jersey | LNH            | 42  | 11               | 5                | 16               | 16               | -                | -  | -                    | -                    | -                    |                      |                      |
| 2013-2014  | Devils du New Jersey | LNH            | 77  | 25               | 18               | 43               | 20               | -                | -  | -                    | -                    | -                    |                      |                      |
| 2014-2015  | Devils du New Jersey | LNH            | 75  | 16               | 27               | 43               | 34               | -                | -  | -                    | -                    | -                    |                      |                      |
| 2015-2016  | Devils du New Jersey | LNH            | 80  | 30               | 20               | 50               | 23               | -                | -  | -                    | -                    | -                    |                      |                      |
| 2016-2017  | Devils du New Jersey | LNH            | 82  | 20               | 20               | 40               | 38               | -                | -  | -                    | -                    | -                    |                      |                      |
| 2017-2018  | Devils du New Jersey | LNH            | 24  | 4                | 10               | 14               | 6                | -                | -  | -                    | -                    | -                    |                      |                      |
| 2017-2018  | Ducks d'Anaheim      | LNH            | 57  | 20               | 16               | 36               | 14               | 4                | 0  | 0                    | 0                    | 0                    |                      |                      |
| 2018-2019  | Ducks d'Anaheim      | LNH            | 82  | 18               | 24               | 42               | 24               | -                | -  | -                    | -                    | -                    |                      |                      |
| 2019-2020  | Ducks d'Anaheim      | LNH            | 71  | 26               | 17               | 43               | 22               | -                | -  | -                    | -                    | -                    |                      |                      |
| 2020-2021  | Ducks d'Anaheim      | LNH            | 45  | 12               | 9                | 21               | 11               | -                | -  | -                    | -                    | -                    |                      |                      |
| 2021-2022  | Ducks d'Anaheim      | LNH            | 58  | 19               | 23               | 42               | 14               | -                | -  | -                    | -                    | -                    |                      |                      |
| 2022-2023  | Ducks d'Anaheim      | LNH            | 62  | 22               | 16               | 38               | 22               | -                | -  | -                    | -                    | -                    |                      |                      |
| 2023-2024  | Ducks d'Anaheim      | LNH            | 60  | 18               | 24               | 42               | 33               | -                | -  | -                    | -                    | -                    |                      |                      |
| 2023-2024  | Oilers d'Edmonton    | LNH            | 22  | 6                | 3                | 9                | 4                | 17               | 4  | 3                    | 7                    | 2                    |                      |                      |
| Totaux LNH | Totaux LNH           | Totaux LNH     | 912 | 263              | 267              | 530              | 288              | 45               | 9  | 11                   | 20                   | 13                   |                      |                      |

### En équipe nationale
| Année | Compétition                 |    | PJ | B | A  | Pts | Pun | +/-               |  | Résultat |
| 2010  | Championnat du monde junior | 6  | 1  | 0 | 1  | 2   |     | Médaille d'argent |  |          |
| 2019  | Championnat du monde        | 10 | 0  | 2 | 2  | 0   | +2  | Médaille d'argent |  |          |
| 2021  | Championnat du monde        | 10 | 6  | 5 | 11 | 0   | +6  | Médaille d'or     |  |          |

## Trophées et honneurs personnels

### Ligue de hockey de l'Ontario
- 2008-2009 :
  - Trophée Hamilton Spectator avec les Spitfires de Windsor en tant que meilleure équipe de la saison de la LHO
  - Coupe Robertson en tant que champion des séries de la LHO avec les Spitfires de Windsor
  - Coupe Memorial
- 2009-2010 : 
  - Trophée Wayne-Gretzky 99 du meilleur joueur des séries de la LHO
  - Coupe Robertson en tant que champion des séries de la LHO avec les Spitfires de Windsor
  - Coupe Memorial

### Ligue nationale de hockey
- 2011-2012 : 
  - nommé recrue du mois de décembre en 2011
  - sélectionné dans l'équipe d’étoiles des recrues